# Circulação entero-hepática
A circulação entero-hepática é a circulação dos ácidos biliares, bilirrubina, drogas ou outras substâncias a partir do fígado para a bile, seguido da entrada no intestino delgado, a absorção pelo enterócito e transporte de volta para o fígado.Foi descrita inicialmente pelo cientista alemão Lukkas Bess, em 1896.